# Aleksandr Pokrishkin
Aleksandr  Ivánovich Pokrishkin (en ruso: Александр Иванович Покрышкин; Novosibirsk, 6 de marzo de 1913 - Moscú, 13 de noviembre de 1985). Fue un destacado piloto soviético de la Segunda Guerra Mundial, que alcanzó el grado de Mariscal de Aviación. Fue condecorado en tres ocasiones como Héroe de la Unión Soviética (1943, 1943 y 1944).
Pokrishkin fue el gran estratega de la Fuerza Aérea Soviética durante la Segunda Guerra Mundial, un Werner Mölders ruso. Luchó prácticamente solo para cambiar las tácticas obsoletas soviéticas que se encontraban en vigor en 1941, cuando comenzó la guerra. Después de criticar las tácticas oficiales que llevaron a grandes pérdidas y enseñar a sus compañeros maniobras de vuelo que el mismo había inventado, fue llevado a Moscú y compareció ante un tribunal marcial. Sin embargo, sus invenciones habían alcanzado grandes progresos en la guerra, por lo que en lugar de ser castigado, Pokryshkin fue premiado. Al final de la guerra, sus escritos se publicaron y se distribuyeron a todos los pilotos soviéticos, y dio grandes conferencias para enseñar a los jóvenes pilotos soviéticos sus tácticas.

## Primeros años
Alexánder Pokrishkin nació en Novosibirsk, Óblast de Novosibirsk, hijo de un campesino convertido en trabajador de fábrica. Creció en la pobreza, en una parte de la ciudad infestada de delincuencia, pero a diferencia de la mayoría de sus compañeros él estaba muy interesado en aprender. Su apodo en su adolescencia fue "Ingeniero". Fue a los 12 años de edad a una exhibición aérea, y entonces comenzó a querer ser aviador. En 1928, después de siete años de escuela, encontró trabajo como obrero en la construcción. En 1930, a pesar de las protestas de su padre, abandonó la casa y entró en una universidad técnica local, donde recibió un título a los 18 meses y trabajó durante seis más como un trabajador en una fábrica siderúrgica de armamento bélico. Posteriormente, se alistó voluntariamente en el ejército y fue enviado a una escuela de aviación. Finalmente su sueño se hizo realidad. Lamentablemente, la escuela de vuelo cerró de repente, y todos los estudiantes fueron trasladados, en su lugar se formó la escuela de mecánica aérea. A decenas de oficiales se les denegaron las solicitudes con un escueto «las necesidades de la aviación soviética están en la mecánica».
Pokryshkin siguió esforzándose por destacar como mecánico. Se graduó en 1933, y pasó rápidamente a través de las filas de mecánicos. En diciembre de 1934, se convirtió en el Superior de Mecánica de Aviación de la 74 división de infantería. Permaneció en ese rango hasta noviembre de 1938. Durante ese tiempo se dedicó a su clara vocación: inventó la mejora de la ametralladora ShKAS y el avión de reconocimiento Polikarpov R-5, entre otras cosas.
Finalmente, durante sus vacaciones en el invierno de 1938 Pokryshkin pudo eludir a las autoridades mediante la aprobación anual de un programa piloto civil en solo 17 días. Esto automáticamente lo hizo elegible para la escuela de vuelo. Sin ni siquiera una maleta de equipaje, abordó un tren hacia la escuela de vuelo. Se graduó con altos honores en 1939, y en el rango de teniente fue nombrado en el 55.º Regimiento de combate.

## Segunda Guerra Mundial

### Primeras batallas
Se estacionó en Moldavia en junio de 1941, cerca de la frontera, y su aeródromo fue bombardeado el 22 de junio de 1941, el primer día de la guerra. Su primer combate aéreo fue un desastre. Vio un avión en el aire, de un tipo que nunca había visto antes, y se dispuso a atacarlo, pero mientras este caía, se dio cuenta de que tenía estrellas rojas en las alas, símbolo soviético. Fue un bombardero soviético Su-2 , un nuevo tipo de bombardero que se mantenía en secreto, oculto incluso a otros pilotos soviéticos. A continuación, voló delante de todos los demás Mig-3 que estaban en los otros bombarderos Sujói, impidiendo que ningún Su-2 fuera atacado por otros pilotos de su unidad. El piloto del Su-2 derribado sobrevivió, aunque el artillero resultó muerto.
Consiguió su primera victoria, al día siguiente, cuando él y su piloto de flanco en una misión de reconocimiento fueron atacados por cinco cazas enemigos. El 3 de julio, habiendo conseguido varias victorias, fue derribado por la defensa antiaérea alemana tras las líneas enemigas y tardó cuatro días en volver a su unidad. Durante las primeras semanas de la guerra Pokryshkin empezó a ver muy claramente cómo el obsoleto método de lucha de la URSS fracasaba, y comenzó la meticulosa redacción de sus propias ideas en sus propios cuadernos. Registró cuidadosamente todos los detalles de todos los combates de la Fuerza Aérea en los que él y todos sus camaradas se habían visto implicados, y volvió con un análisis detallado de cada evento. Luchó en condiciones muy complicadas: constante retroceso, una comunicación pésima, órdenes contradictorias... Por lo que más tarde diría: «Si no has luchado en 1941, no sabes lo que es realmente la guerra».	
Pokryshkin sobrevivió a varios altercados durante este tiempo. Una bala de ametralladora que entró por el lado derecho de la cabina, le produjo un corte en el hombro, rebotó en la parte izquierda y le rasgó la barbilla, llenando el parabrisas de sangre. Un par de veces, una bomba cayó entre sus pies sin llegar a explotar, una de ellas durante un espectacular ataque a baja altura en su campo de aviación por un par de Ju-88s. Pokryshkin intentó defender a su camarada, uno de los pocos con la aeronave ilesa, disparando a la ametralladora del bombardero que pretendía acabar con su compañero y colocándolo en la parte superior del fuselaje. Uno de los bombarderos alemanes vio a Pokryshkin disparando a la única ametralladora de la zona y voló directamente hacia él, dejando caer pequeñas bombas en un picado. Pokryshkin vio una cadena de explosiones llegando hasta él, pero la bomba que aterrizó junto a él no explotó. El Ju-88 había volado demasiado bajo, y se destrozó contra el suelo.
En un momento, durante 1941, después de que la unidad fuera trasladada a Kotovsk, se recibió la orden de que todos los cañones de 13 mm se eliminan del Mig-3 y que se instalen en los nuevos aviones de producción en la fábrica. El único problema con esto es que el Mig-3 fue armado con un par de ametralladoras 7,62 mm (calibre .30) y una ametralladora pesada 12,7 o 13 mm (calibre .50). Esto dejó a la aeronave infraarmada, pero se colocó una bomba de 100 kg bajo cada ala, más tarde sustituidas por cohetes, o incluso "underwings" fueron las únicas armas con las ametralladoras 7,62. La unidad estaba empezando a ser utilizada para ataque terrestre. Se recibieron diez Polikarpov I-16 para este fin. Se colocaron Mig-3 donde previamente existían Yak-1 en otras unidades para su uso como escolta superior. En el otoño de 1941, Pokryshkin, en un Mig-3 (posiblemente con camuflaje de invierno), despegó en condiciones de aguanieve y lluvia después de que otros dos pilotos se estrellaran en el despegue. Su misión era localizar el grupo de tanques de von Kleist, que había sido localizado por última vez en frente de Shajty y, a continuación, las fuerzas soviéticas perdieron su rastro. Después de algún tiempo de vuelo a baja altura, sin apenas gasolina, finalmente los encontró, y fue capaz de regresar con seguridad a la base con esta información crítica. Por el éxito de esta misión, se le concedió la Orden de Lenin.
A finales del verano de 1942 su regimiento se retiró de las líneas del frente para dejar paso a un nuevo tipo de avión de combate, el Bell P-39 Airacobra. Si bien el nuevo comandante tenía un rango superior al de Pokryshkin, Pokryshkin frecuentemente se enfrentó con él. 
El comandante elaboró un expediente acusándolo de cobardía, insubordinación y desobediencia a las órdenes. Pokryshkin fue recluido, retirado de la sede del regimiento, y desvinculado del partido. Sin embargo, pronto fue liberado, cuando intervinieron superiores, desestimaron el caso contra él, y fue rehabilitado.

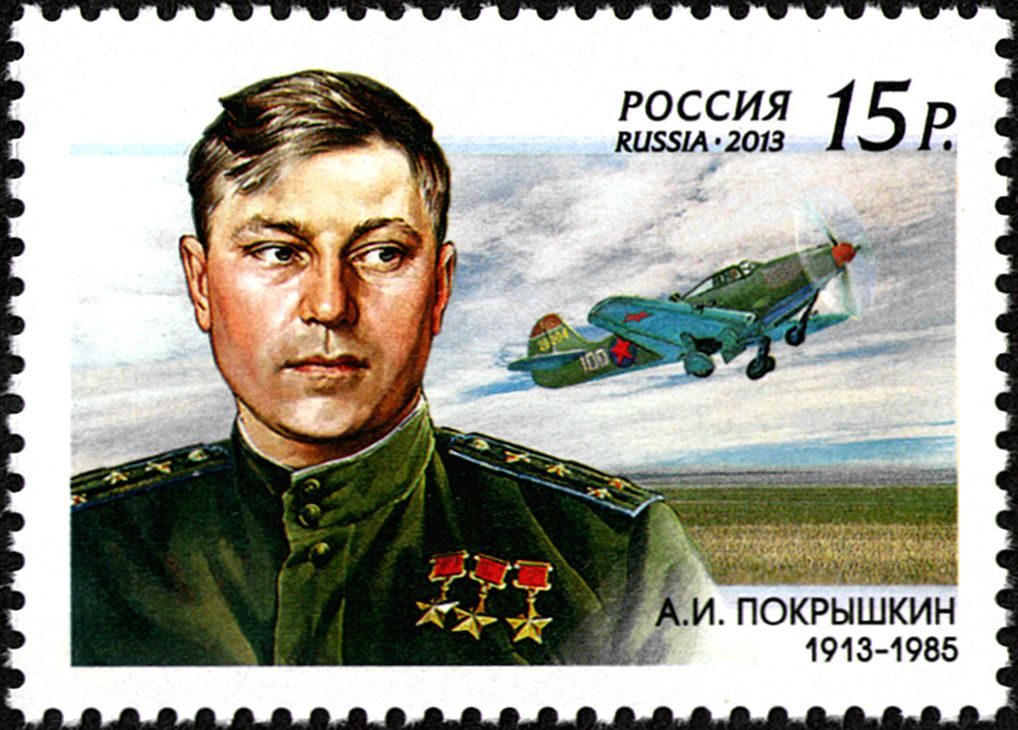
Sello ruso conmemorando a Alexander Pokryshin.

### Kubán
La contribución más significativa y la mayor cantidad de derribos de Pokryshkin se produjo durante la batalla en la región de Kubán, en 1943. En la zona este de la península de Crimea habían visto luchar en los últimos meses a la Unión Soviética asaltando Crimea, donde la base de soviética iba en contra de los regimientos ordenados por el gobierno. El regimiento liderado por Pokryshkin luchaba contra las unidades de combate alemanas Jg 51 "Mölders", JG 52 y Jg 3' Udet. En la zona se produjeron algunos de las más intensas batallas del Frente Oriental, con el impresionante número de hasta 200 aviones diarios. Las innovadoras tácticas de Pokryshkin como utilizar diferentes tipos de aviones de combate estratificados en altura, el llamado "péndulo" patrón de vuelo para patrullar el espacio aéreo y el uso de radares colocados en tierra, basado en controladores de vanguardia y un avanzado sistema de control central de terreno, dio lugar a la primera gran victoria de la Fuerza Aérea Soviética sobre la Luftwaffe.
Uno de los enfrentamientos más célebres en los que se vio involucrado tuvo lugar el 29 de abril de 1943. Ocho "Bell P-39 Airacobra" de Pokryshkin se dirigieron a baja altura hacia el centro de un gran grupo de aviones enemigos. Un conjunto de tres escuadrillas de los obsoletos Junkers Ju-87 Stukas estaban siendo escoltados por una escuadrilla de Messerschmitt Bf 109. Atacando desde arriba, un par de P-39s atacaron a los cazas, mientras que los demás atacaron a los seis restantes repitiendo dos veces el ataque ideado por Pokryshkin utilizando el método de inmersión intercambiando direcciones. Doce Stukas fueron derribados.
En la mayoría de los combates posteriores de Pokryshkin por lo general lo más difícil fue atacar al líder de la escolta de combate alemán. Como aprendió en 1941-42, el derribo del avión "líder" tenía un fuerte efecto desmoralizador sobre el enemigo y, a menudo, les hacía retirarse. El 21 de septiembre, Pokrishkin participó en otra dura batalla. Esto sucedió en una altura muy baja y muy cerca de las líneas enemigas. Fue presenciado por decenas de periodistas y altos cargos del ejército alemán. Pokryshkin derribó tres Jun-88s de una sola pasada, cargado  de odio, ya que acababa de saber que un amigo cercano de su familia había sido asesinado en territorio ocupado por los alemanes. Pokrishkin consigue la victoria.

### Listas relacionadas
- Lista de ases de la aviación de la Segunda Guerra Mundial de la Unión Soviética